# Stojan Dobrew
Stojan Dobrew Stojanow (* 12. November 1968 in Nowa Sagora, Provinz Sliwen) ist ein bulgarischer Ringer. Er wurde 1995 und 1999 Europameister im griechisch-römischen Stil, jeweils im Weltergewicht.

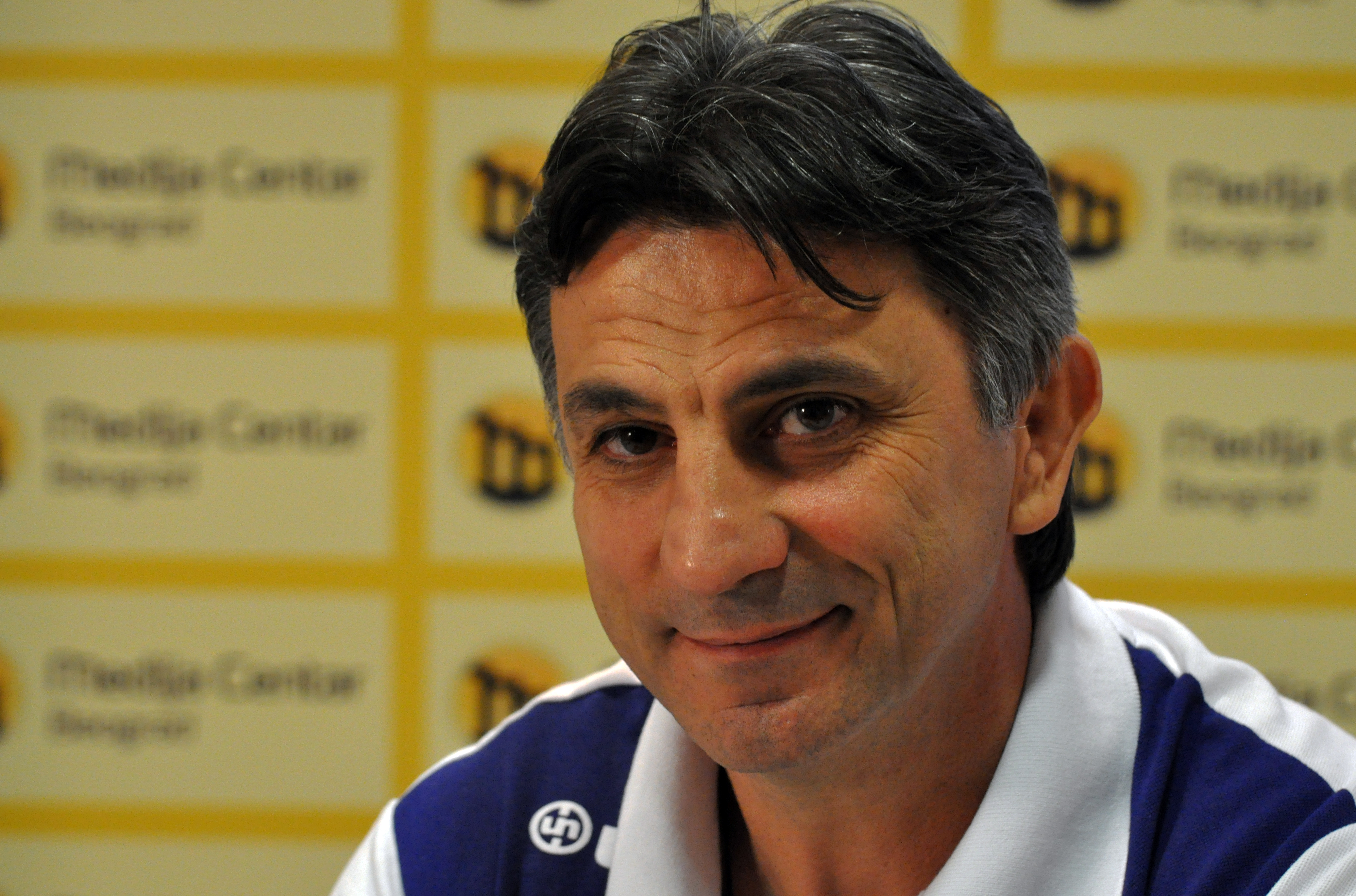
Stojan Dobrew

## Werdegang
Stojan Dobrew begann als Jugendlicher 1978 mit dem Ringen. Er gehörte dem Sportclub Slawia Litex Sofia an und konzentrierte sich auf den griechisch-römischen Stil. Trainiert wurde er von Neno Nentschew und Bratan Zenow. Während seiner aktiven Zeit war Ringen auch sein Beruf. Heute arbeitet er als Trainer.
Die internationale Karriere von Stojan Dobrew begann mit der Teilnahme an der Junioren-Europameisterschaft (Juniors) 1985 in Bologna. Er belegte dabei den 5. Platz in der Gewichtsklasse bis 65 kg. 1986 erreichte er bei der Junioren-Europameisterschaft (Juniors) in Schifferstadt in der Gewichtsklasse bis 70 kg das gleiche Ergebnis. 1988 kam er bei der Junioren-Europameisterschaft (Espoirs) in Wałbrzych im Leichtgewicht auf den 4. Platz.
1991 nahm er in Warna erstmals an einer internationalen Meisterschaft bei den Senioren teil. Er kam dabei bei der Weltmeisterschaft im Leichtgewicht hinter Islam Dugutschijew, Sowjetunion und Marthin Kornbakk, Schweden auf den 3. Platz und gewann damit eine WM-Bronzemedaille. 1992 vertrat er Bulgarien bei den Olympischen Spielen in Barcelona. Er verlor dort im Leichtgewicht seinen ersten Kampf gegen Attila Repka aus Ungarn, siegte dann über Matwai Baranow, Israel und verlor gegen Ghani Yalouz aus Frankreich und gegen Petrică Cărare aus Rumänien. Er kam damit auf den 11. Platz.
Eine Medaille gewann Stojan Dobrew dann wieder bei der Europameisterschaft 1993 in Istanbul. Er kam dort im Weltergewicht hinter Beslan Tschagijew, Russland und Azad Əliyev, Aserbaidschan, auf den 3. Platz. Bei der Weltmeisterschaft dieses Jahres in Stockholm verpasste er die Medaillenränge, belegte aber einen guten 6. Platz. 1994 enttäuschte er bei der Europameisterschaft, wo er im Weltergewicht nur den 21. Platz erreichte, während er bei der Weltmeisterschaft 1994 in Tampere mit einem 4. Platz knapp an den Medaillenrängen vorbei schlitterte. Der nächste große Erfolg gelang ihm dann 1995, als er in Besançon im Weltergewicht vor Mircea Constantin, Rumänien, Uladsimir Kapytau, Weißrussland und Sergei Poperetschni, Russland, neuer Europameister wurde. Bei der Weltmeisterschaft 1995 in Prag kam er aber nur auf den 15. Platz. Es siegte dort Yvon Riemer aus Frankreich vor Baqtijar Baissejitow aus Kasachstan.
1996 erreichte Stojan Dobrew bei der Europameisterschaft in Kouvola im Weltergewicht den 8. Platz. Er nahm dann in diesem Jahr zum zweiten Mal an Olympischen Spielen teil. In Atlanta verlor er zunächst gegen Marko Asell aus Finnland, besiegte dann Yousef Bouguerra, Algerien, Jaroslav Zeman, Tschechien und Kim Jin-soo, Südkorea und verlor gegen Józef Tracz, Polen und Tamás Berzicza aus Ungarn. Diese Ergebnisse reichten nur zum 19. Platz.
In den Jahren 1997 und 1998 kam er bei Welt- und Europameisterschaften nur mehr auf Mittelplätze. 1999 gelang ihm aber  noch einmal ein ganz großer Erfolg, denn er wurde in Sofia erneut Europameister im Weltergewicht. Auf dem Weg zu diesem Erfolg besiegte er Igor Balaur, Moldawien, Erik Hahn, Deutschland, Dimitrios Avramis, Griechenland und Tamás Berzicza.
Im Jahre 2000 gelang es ihm nicht mehr, sich ein drittesmal für die Teilnahme an Olympischen Spielen zu qualifizieren. Er beendete danach seine internationale Ringerlaufbahn.

## Internationale Erfolge
| Jahr | Platz | Wettbewerb                                            | Gewichtsklasse | Ergebnisse |
| 1983 | 3.    | Juniorenmeisterschaft (Cadets) des Balkan in Bukarest | bis 55 kg      | hinter Nicolae Nițoiu, Rumänien und Dimitrios Tirakis, Griechenland |
| 1985 | 5.    | Junioren-EM (Juniors)in Bologna                       | bis 65 kg      | Sieger: Waleri Nekljukow, Sowjetunion, vor Józef Rosicki, Polen |
| 1986 | 5.    | Junioren-WM (Juniors) in Schifferstadt                | bis 70 kg      | Sieger: Alfredo Vicet, Kuba vor Jewgeni Barkassow, Sowjetunion |
| 1988 | 2.    | Intern. Turnier in Pernik                             | Leicht         | hinter Mircea Constantin, Rumänien, vor Aiwas Koschijew, Sowjetunion |
| 1988 | 4.    | Junioren-EM (Espoirs) in Wałbrzych                    | Leicht         | hinter Salih Yılmaz, Türkei, Aiwas Koschijew und Sakari Kaakkolahti, Finnland |
| 1990 | 1.    | Juniorenmeisterschaft (Espoirs) des Balkan            | Leicht         | vor Uğur Öztürk, Türkei und Rudolf Raketski, Jugoslawien |
| 1991 | 3.    | WM in Warna                                           | Leicht         | hinter Islam Dugutschijew, Sowjetunion und Marthin Kornbakk, Schweden, vor Kim Sung-moon, Südkorea und Ghani Yalouz, Frankreich                                                                              |
| 1992 | 11.   | OS in Barcelona                                       | Leicht         | nach einer Niederlage gegen Attila Repka, Ungarn, einem Sieg über Matwai Baranow, Israel und Niederlagen gegen Ghani Yalouz und Petrică Cărare, Rumänien                                                     |
| 1993 | 3.    | EM in Istanbul                                        | Welter         | hinter Beslan Tschagijew, Russland und Azad Əliyev, Aserbaidschan |
| 1993 | 6.    | WM in Stockholm                                       | Welter         | Sieger: Néstor Almanza, Kuba vor Józef Tracz, Polen, Yvon Riemer, Frankreich und Torbjörn Kornbakk, Schweden                                                                                                 |
| 1994 | 21.   | EM in Athen                                           | Welter         | Sieger: Erol Koyuncu, Türkei vor Uladsimir Kapytau, Weißrussland und Torbjörn Kornbakk |
| 1994 | 4.    | WM in Tampere                                         | Welter         | hinter Mnazakan Iskandarjan, Russland, Józef Tracz und Torbjörn Kornbakk |
| 1995 | 1.    | EM in Besançon                                        | Welter         | vor Mircea Constantin, Uladsimir Kapytau und Sergei Poperetschni, Russland |
| 1995 | 15.   | WM in Prag                                            | Welter         | Sieger: Yvon Riemer vor Baqtijar Baissejitow, Kasachstan, Filiberto Ascuy Aguilera, Kuba und Mnazankan Iskandarjan                                                                                           |
| 1996 | 8.    | EM in Budapest                                        | Welter         | Sieger: Nazmi Avluca, Türkei vor Uladsimir Kapytau und Erik Hahn, Deutschland |
| 1996 | 19.   | OS in Atlanta                                         | Welter         | nach einer Niederlage gegen Marko Asell, Finnland, Siegen über Yousef Bouguerra, Algerien, Jaroslav Zeman, Tschechien und Kim Jin-soo, Südkorea und Niederlagen gegen Józef Tracz und Tamás Berzicza, Ungarn |
| 1997 | 12.   | EM in Kouvola/Finnland                                | Welter         | Sieger: Torbjörn Kornbakk vor Marko Asell und Ivon Riemer |
| 1998 | 11.   | EM in Minsk                                           | Welter         | nach Sieg über Tamás Berzicza und Niederlagen gegen Attila Bátky, Slowakei und Mariusz Pawlowski, Polen |
| 1998 | 11.   | WM in Gaevle                                          | Welter         | nach Sieg über Yvon Riemer, Niederlage gegen Kwitscha Bichinaschwili, Georgien, Sieg über Börge Johansson, Schweden und Niederlage gegen Nazmi Avluca                                                        |
| 1999 | 1.    | EM in Sofia                                           | Welter         | nach Siegen über Igor Balaur, Moldawien, Erik Hahn, Deutschland, Dimitrios Avramis, Griechenland und Tamás Berzicza                                                                                          |
| 2000 | 5.    | Olympia-Qualif.-Turnier in Faenza                     | Welter         | Sieger: Wjatschaslau Makarenka, Weißrussland vor Kwitscha Bichinaschwili |
| 2000 | 10.   | Olympia-Qualif.-Turnier in Clermont-Ferrand           | Welter         | Sieger: Marko Yli-Hannuksela, Finnland vor Kwitscha Bichinaschwili |

## Erläuterungen
- alle Wettbewerbe im griechisch-römischen Stil
- Leichtgewicht, bis 1996 bis 68 kg, Weltergewicht, bis 1996 bis 74 kg, bis 2001 bis 76 kg Körpergewicht
- OS = Olympische Spiele, WM = Weltmeisterschaft, EM = Europameisterschaft